# Matatigres
Matatigres es uno de los barrios de la ciudad de Bogotá, localizado al sur de su área urbana y ubicado al norte de la localidad 18 de Rafael Uribe Uribe, UPZ Quiroga.

## Geografía
Territorio urbano con una alameda al final de la Avenida Quiroga hacia el occidente y ligeras elevaciones en su parte nororiental. No dispone de red hídrica excepto el Canal de Río Seco.

### Límites
| Noroeste: Villa Mayor Centro Comercial Centro Mayor Avenida Jorge Gaitán Cortés (Carrera 27) | Norte: Villa Mayor Avenida Jorge Gaitán Cortés (Carrera 27) | Nordeste: Eduardo Frei Cementerio del Sur |
| Oeste: El Inglés Avenida Quiroga Canal Río Seco                                              |                                                             | Este: Manuel Murillo Toro Calle 35 sur    |
| Suroeste: Bravo Páez Avenida Jorge Gaitán Cortés (Carrera 26G)                               | Sur: Bravo Páez Avenida Jorge Gaitán Cortés (Carrera 26G)   | Sureste: Manuel Murillo Toro Carrera 32   |

## Historia
Los terrenos del actual barrio de Matatigres y sus vecinos pertenecían a la hacienda Yerbabuena y el camino de la actual Avenida Gaitán Cortes correspondía al Camellón de la Laguna. Con el establecimiento de los nuevos barrios a su alrededor en 1944 empezando por la Escuela Internado de La Congregación de las Damas Católicas.
El nombre de Matatigres fue originado por el apodo uno de sus primeros residentes, Carlos Suret, quien trabajaba como dragoniante de la Policía Nacional, en compañía de sus agentes aprovechó la visita de un circo para matar y luego merendarse a una tigresa, lo que posteriormente generó una conmoción en los vecinos. Otras versiones indican que un propietario de una chichería del sector arrendaba uno de los predios a los circos que venían a hacer sus presentaciones y en mora de uno de sus inquilinos en el pago del arriendo, se dejó a un tigre como prenda de pago. Al ver los costos, el propietario no le quedó otra opción que sacrificar al felino.
Originalmente el barrio incluía a El Inglés, Villa Mayor y Samoré, del cual se disponía como límites imprecisos a los Cementerios Hebreo y Católico del Sur hasta que éstos fueron secesionados tras las fundaciones de sus respectivas Juntas de Acción Comunal. En 1966 se canalizó la otrora quebrada de Río Seco y en 1999, el barrio perdió buena parte de su superficie para construir el intercambiador vial del sur de la Gaitán Cortés, inaugurado en 2000.

## Lugarés de interés
Compartiendo con sus vecinos Murillo Toro y Villa Mayor, los sitios de interés son el Cementerio Católico del Sur, Centro comercial Centro Mayor y El Parque Metropolitano del Sur.

## Actividades socioeconómicas
El barrio es de uso mixto residencial y comercial. En este último hay establecimientos de trabajos de metal y tiendas.

## Movilidad
Matatigres es el punto de referencia para las rutas de transporte urbano de la capital y del Corredor de Transporte Bogotá-Soacha. Los accesos son por las Avenidas Gaitán Cortés, General Santander y Quiroga, conectadas por un intercambiador vial. Las vías menores son la Carrera 30, 31 y 32, así como las calles 37 y 38 sur. Se destaca su conectividad de doble puente peatonal por la calle 37 sur que permite la comunicación entre Villa Mayor y Quiroga.

### Rutas zonales
Rutas por la Avenida Jorge Gaitán Cortés en los límites de Matatigres
- D216 La Florida[3]- H216 Villa Mayor[4]

- P24 Bosa San José - San Blas.[5] En sentido hacia San Blas se debe parar en el barrio vecino de Manuel Murillo Toro y en el sentido a San José por Villa Mayor.

### Corredor Bogotá-Soacha
La ruta intermunicipal desde y hasta Soacha por la Avenida Jorge Gaitán Cortés hasta la calle 34 en la localidad de Teusaquillo tiene paradero en este barrio.